# Lophocorona melanora
Lophocorona melanora is een vlinder uit de familie van de Lophocoronidae. De wetenschappelijke naam van de soort is voor het eerst geldig gepubliceerd in 1973 door Common.